# 琼山区
琼山区位于中华人民共和国海南省海口市東南部，是海口市唯一一个不沿海的市辖区。其前身为明清时期的琼州府，也是中国最南端的国家历史文化名城，素有“琼台福地”之美称。总人口为65.56万人，辖区总面积为953.3平方公里，区人民政府驻滨江街道惠民路1號。

## 历史
汉元封元年（公元前110年），今琼山县地属珠崖郡曋都、玳瑁两县。初元三年（公元前46年），属合浦郡朱庐县。建武十九年（43年）四月，改朱庐县为珠崖县，琼山县地时属合浦郡珠崖县。
三国东吴赤乌二年（239年），改珠崖县为朱庐县，隶属珠崖郡，琼山县地时属朱庐县。
晋太康元年（280年），琼山县地时属合浦郡朱庐县。
梁大同年间（525~546年），琼山县地时属珠崖郡朱庐县。
隋大业三年（697年）琼山县地属珠崖郡颜庐、武德两县，大业六年（610年），武德县改为舍城县，琼山县地时属颜庐、舍城两县。
唐武德五年（公元622年）改颜庐为颜城县，属崖州；贞观元年（公元627年）析舍城县置琼山县，因县境内白石都(今甲子镇新民地区)有一座山名琼山，又有琼山、白石两村，泥土石头皆白如玉且润泽，便以山取名。
1994年1月琼山撤县设市。
2002年10月大海口地区行政区划调整，琼山撤市设区并入海口，2003年1月1日琼山区正式挂牌。
2013年府城行政区划调整，撤消府城镇设立府城、滨江、和凤翔三个街道办事处。

## 人口
根據全國第七次人口普查數據顯示，截至2020年11月1日零時，瓊山區常住人口655553人。

## 地理
琼山地处海南岛北部海口市，跨南渡江下游东西两岸。东北与美兰区毗邻，西接龙华区，南连文昌市和定安县。东经110.11～110.41，北纬19.32～20.05。

### 气候
属热带海洋性气候。夏季则高温多雨，秋季热带风暴及台风暴雨频繁。年平均气温23.8C。1月平均气温12.1C。极端最低气温2.8C。7月平均气温 28.3C，极端最高气温38.9C。平均年降水量1676.4毫米，雨季一般集中在8～9月。

## 政治

### 行政区划
琼山区下辖4个街道办事处、7个镇：
国兴街道、府城街道、滨江街道、凤翔街道、龙塘镇、云龙镇、红旗镇、三门坡镇、大坡镇、甲子镇、旧州镇、省岭脚热带作物场和省长昌煤矿。

### 国营农场、作物场、林场、煤矿
琼山辖区内有国营红明农场、国营东昌农场，省岭脚热带作物场，区属新民林场、中税热作场和长昌煤矿。

## 经济
琼山经济发展良好，区政府不断完善基础设施建设、城乡面貌明显改善。辖区内有区属的云龙产业园，海南花卉大世界，凤翔商贸城，滨江新城，旧州风情小镇等重点项目。

## 文化

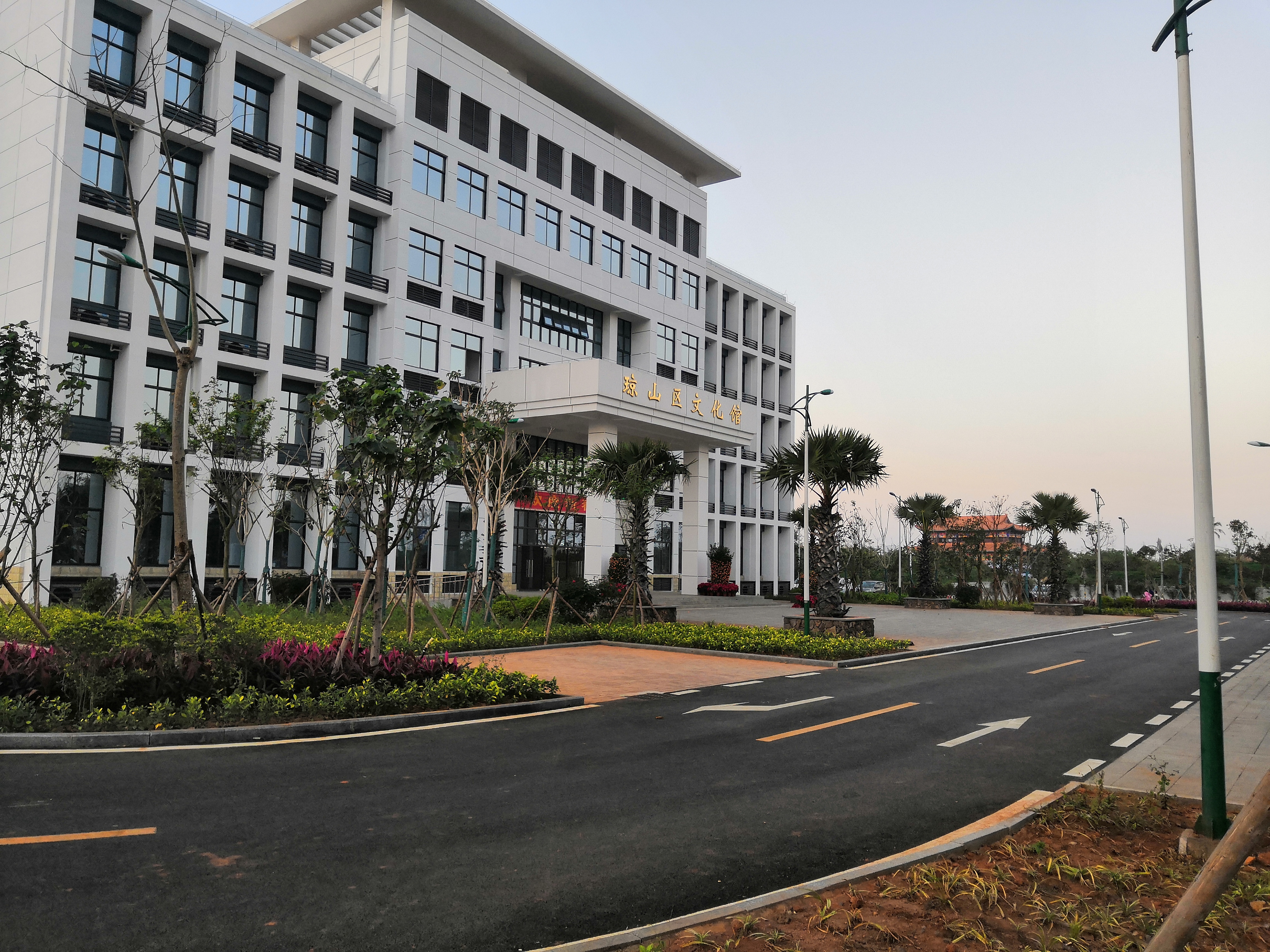
琼山文化馆

琼山市曾被评选为中国历史文化名城，琼山并入海口市成为市辖区后，海口市继承了这一称号。

## 交通

### 铁路
琼山区辖区内没有铁路车站，只有海南环岛高速铁路过境，也是海口市唯一没有火车站的市辖区。

### 公路
- 高速公路： 海南环线高速、 海口聯絡線、 海口绕城高速公路
- 国道： 223国道（海榆东线）
- 长途汽车站：海汽集团海口东站、海口南站(位于城西镇)

### 航空
- 机场：美兰国际机场(位于灵山镇，距离府城13.4公里)

### 海运
- 港口：秀英港(位于秀英区)

## 旅游
全区共计有文物保护单位52处，1994年入选第三批国家历史文化名城。
- 琼州府城
  - 府城鼓楼 又名谯楼、文明楼。位于琼山府城鼓楼街，始建于明洪武年间，是古代一项军事设施，海南卫指挥使王友所建，被列为海南省文物保护单位。 鼓楼外观气势磅礴，雄伟壮观，明代原高三层，清代改为二层、现存二层，古时登临鼓楼，便能尽览全城风光。鼓楼受历代珍视，故屡毁屡建，现在保存大体完好。鼓楼是琼州府城的象征，也是海南建府设卫的历史见证。
  - 府城东门 位于琼山滨江街道东门里，东门原名朝阳门，后改为永泰门。城门为条石所砌，城楼历经战乱已经损毁，现仅存基座。是琼州府城现存城门中保存最完好的一座。府城东门包括在琼山城墙的范围内，2009年，琼山城墙被列为海南省文物保护单位。

- 琼台书院 位於瓊山府城中山北路，紀念明朝大學士丘濬，人稱瓊台先生。它始建於清朝康熙四十年(1705年)，被列为海南省文物保护单位。琼台书院是粵劇和瓊劇傳統劇目《搜書院》的事發地点。
- 丘濬故居 位于琼山府城金花村，丘濬，字仲深，号琼山、深庵，世称琼台先生。是明代海南著名政治家、经济学家和文学家，是“海南双壁”之首、府城“一里出三贤”之首贤。1996年，被列为全国重点文物保护单位。
- 海瑞故居 位于琼山府城红城湖路，故居原址在此处附近，现在是一座纪念性建筑，与历史上的海瑞真正的故居，无论从位置和外貌相差甚大。海瑞，字汝贤，号刚峰，琼山人，明朝著名清官。是“海南双壁”之一、府城“一里出三贤”之次贤。
- 五公祠 位于琼山国兴街道海府路，占地约66000平方米，是一处融古建筑、古遗址、园林为一体的旅游风景区。主要由海南第一楼(五公祠)、观稼堂、学圃堂、苏公祠、两伏波祠、洞酌亭、洗心轩、浮栗泉、粟泉亭、琼园和五公祠陈列馆等组成。2001年，被列为全国重点文物保护单位。
- 琼山县学宫 又称琼山学宫、琼山孔庙、琼山文庙，位于琼山府城文庄路17号。学宫始建于宋代，几经迁移，经历沧桑之后，学宫大部分建筑已经消失，现仅存大成殿，被列为海南省第二批文物保护单位。

名人：

## 教育
| 党校、行政学院 - 中共海南省委党校 - 海南省行政学院 - 海南省社会主义学院 - 海南省中华文化学院 | 高校 - 海南师范大学 - 海口经济学院 - 琼台师范学院 - 海南省技师学院 - 海南省高级技工学校 - 海南政法职业学院 - 海南工商职业学院 - 海南华侨商业学校 - 海南省财税学校 | 中学 - 琼山中学 - 海南中学 - 国兴中学 - 海南师范大学附属中学 - 海南白驹学校 - 海口实验中学 - 琼山第二中学 - 琼山华侨中学 - 府城中学 - 龙塘中学 - 云龙中学 - 红旗中学 - 旧州中学 - 三门坡中学 - 甲子中学 - 大坡中学 | 小学 - 琼山第一小学 - 琼山第二小学 - 琼山第三小学 - 琼山第四小学 - 琼山第五小学 - 琼山第六小学 - 琼山第七小学 - 龙塘中心小学 - 云龙中心小学 - 红旗中心小学 - 旧州中心小学 - 三门坡中心小学 - 甲子中心小学 - 大坡中心小学 |